# Judit Hettema
Judit Hettema (Bruchem, 1977) is een Nederlandse video-, media- en installatiekunstenares. 

## Leven en werk
Hettema studeerde aan de Hogeschool voor de Kunsten te Utrecht (BA Fine arts), aan de Academie voor Beeldende Kunsten Sint-Joost in Breda (MA Fine arts) en aan het Hoger Instituut voor Schone Kunsten in Gent. Zij exposeerde in Nederland, België, Duitsland, Engeland en Litouwen. In haar werk brengt zij ruimten in beeld in hun sociale en culturele context. 
Haar werk werd onder meer in 2000 bekroond met de Jong Talent 3-prijs van Kunstuitleen Utrecht en in 2007 met de Van Bommel Van Dam Publieksprijs. Het betrof een serie van vijf genomineerde fotografische werken, die te zien waren in het museum Van Bommel Van Dam. Vier ervan maakte zij in Istanboel. In 2008 werd haar werk genomineerd  voor de RodenBach Award en ontving zij een eervolle vermelding van Jan Hoet, beoordelaar van de hedendaagse beeldende kunst. Het Nederlandse ministerie van Buitenlandse Zaken, enkele academische ziekenhuizen, het gerechtshof te Arnhem en het bedrijf Océ hebben werk van Hettema opgenomen in hun kunstcollecties. In 2011 werd zij uitgenodigd om haar werk te exposeren in het kader van het Nijmeegse kunstproject De Nieuwe Kamer. In datzelfde jaar maakte zij in Heerde de virtuele kunstwerken Utopia 1 t/m 4, die op locatie gedownload kunnen worden. Met behulp van digitale technieken voegt zij realistische beelden toe aan de bestaande werkelijkheid.

## Kunst in de openbare ruimte
- Utopia 1 t/m 4 - Heerde - 2011